# Rue Mil-Huit-Cent-Quatorze
Pour les articles homonymes, voir 1814.
La rue Mil-Huit-Cent-Quatorze ou 1814 est une voie de Toulouse, chef-lieu de la région Occitanie, dans le Midi de la France.

## Situation et accès

### Description
La rue Mil-Huit-Cent-Quatorze est une voie publique. Elle se trouve dans le quartier de Marengo-Jolimont à l'est.
La chaussée ne compte qu'une seule voie de circulation automobile en sens unique, de la rue Bernard-Ortet vers la rue Homère. Elle appartient à une zone 30 et la vitesse y est limitée à 30 km/h. Il n'existe pas de bande, ni de piste cyclable, quoiqu'elle soit à double-sens cyclable.

### Voies rencontrées
La rue François-Arago rencontre les voies suivantes, dans l'ordre des numéros croissants (« g » indique que la rue se situe à gauche, « d » à droite) :
1. Rue Bernard-Ortet
2. Rue Voltaire (d)
3. Rue François-Mansart
4. Rue Homère

## Odonymie
Le nom de la rue est celui de la date de la bataille de Toulouse, livrée le 10 avril 1814 entre les troupes napoléoniennes, dirigées par le général Jean-de-Dieu Soult, et les forces coalisés, menées par le général Arthur Wellesley, le futur duc de Wellington. Les principaux combats eurent lieu sur les pentes de la butte du Calvinet.
D'ailleurs, plusieurs voies du quartier Marengo, aménagé entre au milieu du XIXe siècle, entre 1858 et 1865, ont reçu le nom de Dix-Avril ou de personnalités liées à la bataille de Toulouse, telles que la rue Bertrand-Clauzel, la rue du Général-Honoré-Gazan, la rue du Général-Jean-Pégot, la rue du Général-Taupin, la rue Honoré-Reille, rue Nicolas-Soult et la rue Dalmatie,, ou simplement des noms de personnalités de l'Empire, telles que la rue du Général-Jean-Compans et la rue du Baron-Antoine-Gros.
C'est finalement en 1889 que le conseil municipal attribua à la rue Escats reçut l'appellation de Mil-Huit-Cent-Quatorze.

## Patrimoine et lieux d'intérêt
- no  6 : maison toulousaine (deuxième moitié du XIXe siècle)[13].
- no  8 : maison toulousaine (deuxième moitié du XIXe siècle)[14].
- no  10 : maison toulousaine (deuxième moitié du XIXe siècle)[15].
- no  16 : maison toulousaine (deuxième moitié du XIXe siècle)[16].
- no  18 : maison toulousaine (deuxième moitié du XIXe siècle)[17].
- no  15 : maison toulousaine (deuxième moitié du XIXe siècle)[18].
- no  23 : maison toulousaine (deuxième moitié du XIXe siècle)[19].
- no  24 : maison toulousaine (deuxième moitié du XIXe siècle)[20].
- no  26 : maison toulousaine (deuxième moitié du XIXe siècle)[21].
- no  33 : maison toulousaine (deuxième moitié du XIXe siècle)[22].
- no  32 : maison toulousaine (deuxième moitié du XIXe siècle)[23].
- no  39 : maison toulousaine (deuxième moitié du XIXe siècle)[24].
- no  46 : maison toulousaine (deuxième moitié du XIXe siècle)[25].